# Пантен (футбольный клуб)
«Пантен» (фр. Olympique de Pantin) — французский футбольный клуб, основанный в 1895 году и базирующийся в Париже. Клуб принимал своих соперников на стадионе «Бержере». Прекратил своё существование путём слияния с другим клубом.

## История
«Пантен» был основан в 1895 году в Париже, а уже в 1926 году прекратил своё существование. За столь короткое время им удалось выиграть Кубок Франции и дважды быть финалистом этого турнира. В 1918 году клуб меняет своё название на «Олимпик де Пари» (Olympique de Paris), а спустя восемь лет объединяется с другим парижским клубом «Ред Стар».

## Достижения
- Кубок Франции
  - Обладатель: 1917/18
  - Финалист (2): 1918/19, 1920/21